# Alfons Mensdorff-Pouilly
Alfons Mensdorff-Pouilly (mit vollem Namen Alfons Eduard Alexander Antonius Maria Andreas Hubertus Christoph Mensdorff-Pouilly; * 7. September 1953 in Wien) ist ein österreichischer Geschäftsmann, Lobbyist und Landwirt.

## Herkunft und Familie

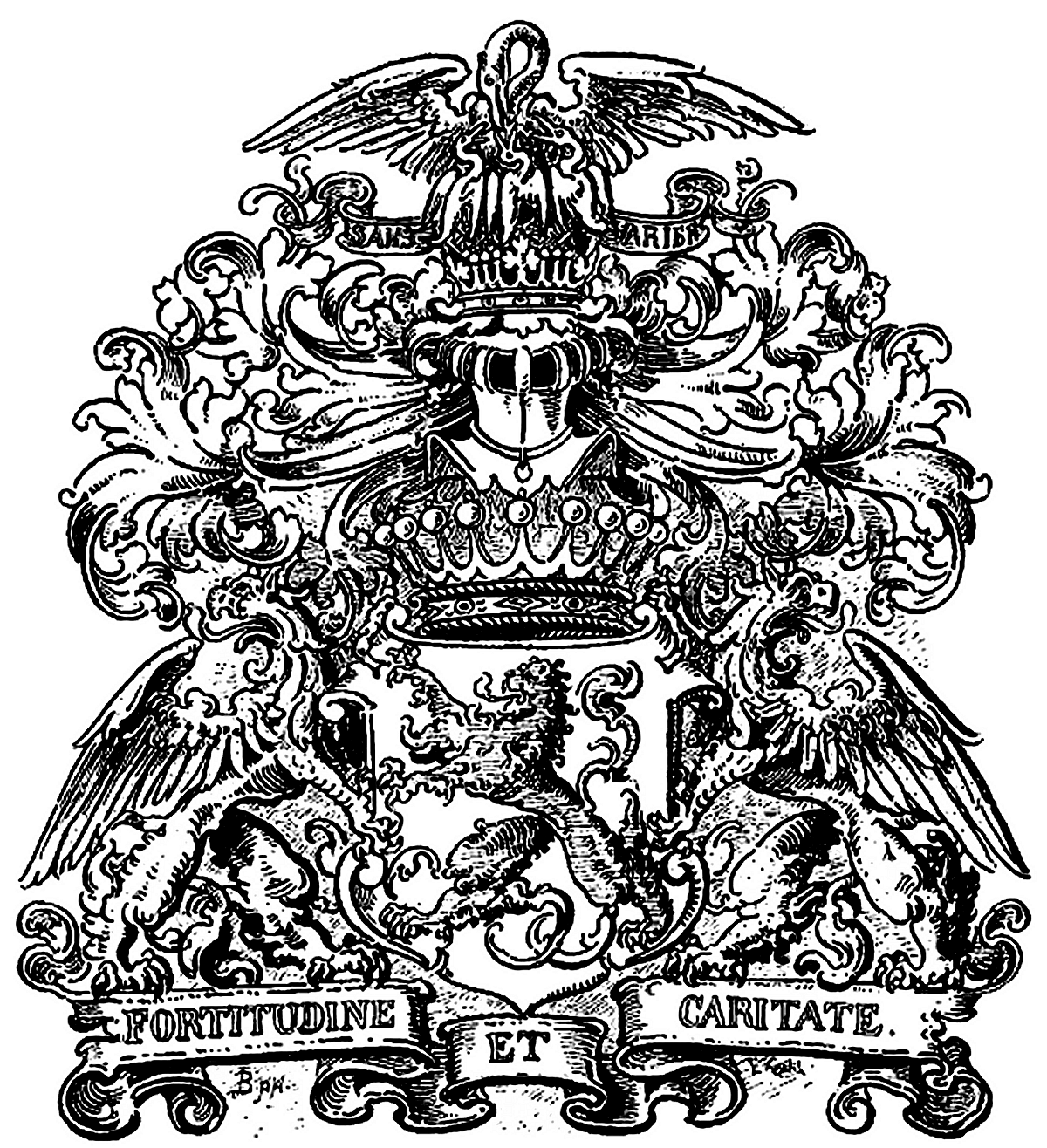
Das Wappen der Grafen von Mensdorff-Pouilly

Alfons Mensdorff-Pouilly entstammt der ehemals adeligen Familie Mensdorff-Pouilly, die ihre Wurzeln im französischen Lothringen hat. Seine Eltern waren Alexander Mensdorff-Pouilly und Ilona Erdödy aus dem alten ungarischen Magnatengeschlecht der Erdődy. Zusammen mit seinen Eltern und den Geschwistern Antonius und Elisabeth wuchs Alfons Mensdorff-Pouilly in einem Zollhaus im südburgenländischen Luising auf. Die Familie hatte es dorthin verschlagen, weil sowohl der Besitz der Mensdorff-Pouilly in der Tschechoslowakei, als auch der der Erdödy in Ungarn 1948 von den kommunistischen Regierungen verstaatlicht wurde. Die Erdödy, die jahrhundertelang ihren Stammsitz ca. 10 km nördlich von Luising in Eberau hatten, verfügen aber bis heute über Besitz in Österreich. Dazu gehörten etwa 200 ha Wald und Ackerland in und um Luising, die Ilona Erdödy 1952 mit in die Ehe brachte.
Alfons Mensdorff-Pouilly ist seit 16. Oktober 1994 mit der ehemaligen Politikerin und Bundesministerin a. D. Maria Rauch-Kallat (ÖVP) verheiratet. Entgegen dem damaligen Ehe-Namensrecht behielt Rauch-Kallat unverändert ihren Doppelnamen aus erster Ehe. Diese „Lex Rauch-Kallat“ führte zu medialer und oppositioneller Aufregung und nachfolgend zu einer Reform des Ehe-Namensrechts. Inzwischen lebt er von seiner Frau getrennt.
Aus einer früheren Beziehung hat Mensdorff-Pouilly einen Sohn, Ferdinand Mensdorff-Pouilly. Dieser ist seit 2021 mit der deutschen Franziska Gräfin von Walderdorff verheiratet.
Über seine Urururgroßmutter Sophie von Sachsen-Coburg-Saalfeld – der Ehefrau des Stammvaters der Familie in Österreich, Graf Emmanuel von Mensdorff-Pouilly – ist Alfons Mensdorff-Pouilly entfernt mit dem britischen und dem belgischen Königshaus verwandt. Zu Sophies Geschwistern gehörten König Leopold I. von Belgien und Prinzessin Victoria von Sachsen-Coburg-Saalfeld, die Mutter von Königin Victoria von Großbritannien und Irland. Aufgrund dieser Verwandtschaftsbeziehung wurde 2011 in mehreren Medien über eine vermeintliche Reihung Mensdorff-Pouillys an der 124. Stelle der Britischen Thronfolge berichtet. Katholiken sind allerdings seit 1701 von dieser ausgeschlossen (siehe Act of Settlement).
Alfons Mensdorff-Pouilly ist der Cousin des deutschen Bankers und Diplomaten Sebastian Prinz von Schoenaich-Carolath.

## Berufliche Tätigkeiten
Mensdorff-Pouilly ist Großgrundbesitzer und betätigt sich als Forstwirt. In dieser Eigenschaft ist er Obmann des „Verbandes land- und forstwirtschaftlicher Gutsbetriebe im Burgenland“. Für die kommerzielle Jagd betreibt er auf seinem Anwesen in Luising im Burgenland eine Fasanen- und Entenzucht. Versuche mit einer Straußenzucht und der Idee, im Rahmen seiner „Burgenländischen Wildspezialitäten Erzeugungsgesellschaft“ Wildbretkonserven in die USA zu verkaufen, ebenso wie Versuche mit Wildbretpastete oder Dosensuppe zu reüssieren, scheiterten.
Darüber hinaus verfügt Mensdorff-Pouilly noch über zahlreiche Unternehmen und Beteiligungen in Österreich und anderen europäischen Staaten, die sich nicht mit der Land- und Forstwirtschaft befassen. Er ist alleiniger Gesellschafter (September 2008) und früherer Geschäftsführer der „MPA Handelsgesellschaft m.b.H.“ in Wien, die als Handelsgesellschaft für Waren aller Art gegründet wurde, als deren Zweck aber Unternehmensberatung angegeben wird. Über die MPA geriet Mensdorff-Pouilly immer wieder in Verdacht, in Korruptionsaffären verstrickt zu sein. In den Medien wird er als Waffenlobbyist bezeichnet.

## Ermittlungen, Verurteilungen und Kontroversen

### BAE Systems
Das Serious Fraud Office (SFO) in London wirft Mensdorff-Pouilly vor, als Lobbyist für den britischen Rüstungskonzern BAE Systems „in aktive und passive Bestechungsvorgänge bei nationalen und internationalen Beschaffungsvorgängen für militärisches Gerät“ verwickelt zu sein. Am 29. Jänner 2010 wurde Mensdorff-Pouilly in London vom SFO einvernommen und verhaftet. Für den Anwalt von Mensdorff-Pouilly kam die Verhaftung überraschend. Das SFO gab jedoch bekannt, dass die Aktion von der Europäischen Einheit für justizielle Zusammenarbeit auf internationaler Ebene koordiniert worden sei. Am 4. Februar 2010 wurde vom Bezirksgericht Westminster beschlossen, Mensdorff-Pouilly gegen eine Kaution von umgerechnet mehr als 570.000 Euro freizulassen. Er musste jedoch seine Pässe abgeben und sich für weitere Befragungen jederzeit zur Verfügung halten. Am 5. Februar 2010 wurde das Verfahren gegen Mensdorff-Pouilly in England jedoch endgültig eingestellt. Grund dafür waren von der britischen Regierungsspitze gewollte, jedoch wie sich später herausstellte, illegale Vereinbarungen zwischen dem SFO, dem US-Justizministerium und BAE Systems über die Zahlung von Pönalen in der Höhe von rund 280 Millionen Pfund. Dabei ging es um Korruptionsfälle in Tansania, Saudi-Arabien und einigen anderen Staaten, in denen BAE Zahlungen an einflussreiche Persönlichkeiten geleistet haben soll, um Aufträge zu erhalten. BAE gab Unregelmäßigkeiten in der Buchhaltung und die Bestechungen in Tansania zu. Nach den Pönalzahlungen wurden sämtliche weiteren Ermittlungen der US-Behörden und des SFO gegen einzelne Personen, die in solche Fälle verwickelt gewesen sein könnten, eingestellt. SFO-Direktor Richard Alderman erklärte, „dass es nicht länger im öffentlichen Interesse ist, die Erhebungen gegenüber Einzelpersonen fortzusetzen.“ Die Ermittlungen gegen Mensdorff-Pouilly in Österreich sind von dieser Einstellung der Untersuchungen in England nicht betroffen. Am 25. Mai 2011 wurde bekannt, dass Mensdorff-Pouilly für die Zeit seiner Untersuchungshaft in London eine Haftentschädigung in Höhe von 430.000 Euro zugesprochen wurde.

### Saab-Gripen-Affäre
Mensdorff-Pouilly kam 2007 in die britischen, schwedischen, tschechischen und ungarischen Schlagzeilen, als er und sein Unternehmensnetzwerk im Zusammenhang mit der Verteilung von Provisionsgeldern für den Abschluss von Verträgen zum Ankauf oder Leasing von Saab-Gripen-Jagdflugzeugen durch Tschechien und Ungarn in den Jahren 1999 bis 2006 genannt wurde. Im Zusammenhang mit seiner Beratungstätigkeit für BAE Systems wurde er der Bestechung in verschiedenen Ländern beschuldigt. Die Vermittlung dieser Geschäfte, die auch Provisionszahlungen an tschechische und ungarische Politiker einschloss, wurde letztlich über das in Panama registrierte Unternehmen Valurex mit Sitz in Genf des britischen Brigadiers und Multimillionärs Timothy Landon abgewickelt. Landon war bis zu seinem Tod im Jahr 2007 mit Katharina Esterházy verheiratet, einer Cousine Mensdorff-Pouillys, die dieser auch als Bevollmächtigter für ihre Besitzungen in Österreich vertritt. In ihrem Namen verkaufte er im Jahr 2006 das Schloss Pottendorf an die Gemeinde Pottendorf. Mensdorff-Pouilly hatte auch mit Valurex einen Konsulentenvertrag, seinen eigenen Aussagen zufolge aber erst nach dem Abschluss der Verträge mit Tschechien und Ungarn. Im Oktober 2008 wurde er auf dem Weg von seinem schottischen Anwesen Dalnaglar Castle in Glenshee (Perthshire) zum Flugplatz von der britischen Polizei gestoppt. Er wurde gebeten, der Polizei zu einer Befragung nach Carlisle in England zu folgen, da das SFO in Schottland keine Kompetenzen hat. Mensdorff-Pouilly ist über eines seiner ungarischen Unternehmen Eigentümer des Schlosses in Schottland, auf dem am 24. September 2008 ebenfalls eine Durchsuchung stattgefunden hatte.
Die Saab-Gripen-Jagdflugzeuge wurden vom tschechischen Staat schließlich nicht angekauft, sondern im Jahr 2005 für zehn Jahre geleast. Michael Piatti-Fünfkirchen, ein tschechisch-österreichischer Gutsbesitzer und Cousin dritten Grades von Alfons Mensdorff-Pouilly, erstattete im Dezember 2008 Betrugsanzeige gegen seinen Verwandten, da dieser ihm im Jahr 1998 eine Million Dollar angeboten habe, wenn er „Kontakt zu den in die Entscheidung über den Beschaffungsvorgang eingebundenen Regierungsvertretern der Tschechischen Republik“ herstellen könne. Laut Piatti-Fünfkirchen sei es zu Treffen mit Vertretern der tschechischen Regierung, Managern von BAE und einem Vertreter Mensdorff-Pouillys gekommen. Er selbst habe aber dann keine Zahlung von Mensdorff-Pouilly erhalten. Mensdorff-Pouillys Anwalt Harald Schuster wies die Anschuldigungen zurück und meinte, eine Zahlung sei schon deshalb nicht möglich gewesen, da Mensdorff-Pouilly selbst keine Provisionszahlungen für das Tschechien-Geschäft erhalten habe.

### Eurofighter-Affäre
Nachdem Anfang des Jahres 2007 bekannt geworden war, dass Christer van der Kwast, Oberstaatsanwalt der schwedischen Antikorruptionsbehörde, Untersuchungen gegen Valurex wegen der Vorgänge um die Auftragsvergabe für die Saab-Gripen-Jagdflugzeuge durch Tschechien eingeleitet hatte, wurde Alfons Mensdorff-Pouilly am 21. Mai 2007 in Österreich vor den parlamentarischen Untersuchungsausschuss geladen, der die Vorgänge um die Beschaffung der Eurofighter-Jagdflugzeuge durch die Republik Österreich untersuchte. Das Serious Fraud Office stellte jedoch einen Bericht der MPA vom 27. März 2003 an die BAE sicher, aus dem hervorgeht, dass die MPA „Druck ausgeübt“ habe, um die erste Ausschreibung zum Ankauf von Militärflugzeugen durch die Republik Österreich zu stornieren. Nach der Angebotserstellung für diese Ausschreibung wäre die Wahl auf die F-16 von Lockheed Martin gefallen. Der Auftrag wurde neuerlich ausgeschrieben und gewährte dadurch auch Eurofighter die Gelegenheit zur Angebotsabgabe. „Im Anschluss an die aggressive Zahlung von Erfolgsprämien an wichtige Entscheidungsträger“, so heißt es in dem Bericht der MPA, „gab Österreich einen Auftrag in Höhe von € 1,79 Milliarden für den Eurofighter Typhoon bekannt.“
Nach einer Sachverhaltsdarstellung, die Pilz am 1. Oktober 2008 an die österreichische Staatsanwaltschaft schickte, führte der zuständige Staatsanwalt ab Jänner 2009 Ermittlungen gegen Alfons Mensdorff-Pouilly wegen des Verdachts der falschen Zeugenaussage vor dem parlamentarischen Eurofighter-Untersuchungsausschuss durch. Am 27. Februar 2009 wurde Mensdorff-Pouilly in seinem Schloss in Luising wegen Verdunkelungsgefahr festgenommen. Die Untersuchungshaft dauerte fünf Wochen. Fast ein Jahr nach der Untersuchungshaft im Landesgericht für Strafsachen Wien war in Österreich noch immer keine Anklage gegen Alfons Mensdorff-Pouilly erhoben worden, die Staatsanwaltschaft bearbeitete den Fall jedoch weiter.

### Siemens-Schmiergeldskandal
Am 25. April 2009 wurde bekannt, dass die Staatsanwaltschaft Wien auch eine etwaige Verbindung zwischen Mensdorff-Pouilly und der Siemens-Schmiergeldaffäre prüft. Demnach soll der mutmaßliche Drahtzieher der Siemens-Affäre, Dr. Roland K., auch Konten der Brodmann Business S.A. überarbeitet haben. Die Firma mit Sitz auf den British Virgin Islands steht im Verfügungsbereich Mensdorffs und wurde von den Behörden im Zusammenhang mit mutmaßlichen Schmiergeldzahlungen rund um den britischen Rüstungskonzern BAE Systems untersucht. Mensdorff-Pouilly war im Jahr 2007 für Siemens als Berater im Rahmen eines ungarischen LKW-Mautprojektes tätig.

### Telekom-Tetron-Affäre
Im September 2011 begann auch die US-Börsenaufsicht SEC Ermittlungen gegen Mensdorff-Pouilly und Motorola. Der Elektronik-Konzern soll dem Lobbyisten ab April 2004 in Summe 2,2 Millionen Euro überwiesen haben. Damit sollen „unzulässige Zahlungen“ in Form von Urlauben und Geschenken an politische Entscheidungsträger in Europa und dem Mittleren Osten geleistet worden sein, unter anderem um die Vergabe des österreichischen Behörden-Funk-Projekts TETRON zugunsten von Motorola zu beeinflussen. Die Telekom Austria soll zusätzlich 1,1 Millionen Euro an Mensdorff-Pouilly überwiesen und darüber hinaus Jagd-Ausflüge im Wert von über 170.000 Euro geordert haben. Mensdorff-Pouilly soll mit dem Geld den damaligen Innenminister Ernst Strasser (ÖVP) und dessen Kabinett (u. a. Christoph Ulmer, Mathias Vogl, Michael Kloibmüller, Oskar Gallop und Philipp Ita) zu einer Jagd eingeladen haben. Der grüne Abgeordnete und Vorsitzende des Eurofighter-Untersuchungsausschusses Peter Pilz sieht darin eine Unvereinbarkeit und verbotene Geschenkannahme für Beamte.
In einem zweiseitigen Sonntags-Interview der Tageszeitung Kurier, welches in Anwesenheit seiner Hausjuristin geführt wurde, verteidigte Mensdorff-Pouilly sein Honorar: „Ich habe die Telekom drei Jahre lang in verschiedenen Ländern beraten, war rund um die Uhr erreichbar und habe Strategien mitentwickelt. Der Vertrag lief aber nur acht Monate. Also warum soll das bitte unmoralisch sein?“
Am 14. Dezember 2015 wurde er im Zusammenhang mit den Zahlungen der Telekom Austria nicht rechtskräftig wegen Untreue zu drei Jahren unbedingter Haft sowie zur Rückzahlung von 1,1 Millionen Euro zuzüglich Zinsen Schadenersatz verurteilt.

#### Berufungsentscheidung, Strafvollzug per Fußfessel
Das OLG Wien setzte die Strafe im Oktober 2017 auf zwei Jahre Freiheitsentzug herab, davon 16 Monate bedingt.
Am 23. März 2018 wird bekannt, dass der Verurteilte den unbedingten Teil – 8 Monate – seiner Freiheitsstrafe nicht als Haft antreten muss, sondern das Tragen einer Fußfessel (und damit verbundenem Hausarrest in seinem Schloss in Luising) bewilligt bekam. Der Leiter der Justizanstalt Eisenstadt begründet den Einsatz einer Fußfessel mit GPS – mit 3 m Ortungsgenauigkeit – mit der besonderen Berühmtheit von Herrn Mensdorff. Auflagen sind: Verbot zu jagen, Einhaltung eines Bewegungsradius, der kleiner ist als das Schlossgebäude, keine Reisen ins Ausland.

### OMV-Petrom
Laut dem grünen Abgeordneten Peter Pilz fand die Staatsanwaltschaft Wien bei einer Hausdurchsuchung in Mensdorff-Firmen am 12. September 2008 Belege für Telekom-Überweisungen und OMV-Zahlungen. Demnach habe Mensdorff-Pouilly bis zum Jahr 2005 von der OMV in Summe eine Million Euro auf das Konto seines Beratungsunternehmens MPA erhalten. Im Februar 2005 seien von der OMV weitere 500.000 Euro auf ein Konto der Briefkastenfirma Brodman Business S.A. auf den British Virgin Islands überwiesen worden, welches von den Ermittlungsbehörden ebenfalls Mensdorff-Pouilly zugerechnet wird. Laut OMV seien damit Studien und Marktanalysen bezahlt worden. Pilz vermutet hingegen Schmiergeldzahlungen und Korruption im Zusammenhang mit dem Kauf der Mehrheitsanteile des rumänischen Erdöl- und Erdgaskonzerns Petrom durch die OMV im Jahr 2004 um 1,5 Milliarden Euro. Laut einer rumänischen Wirtschaftszeitung habe die OMV die Petrom um den halben Wert erhalten.

### Verurteilung wegen Beweismittelfälschung
2012 brachte die Staatsanwaltschaft Wien gegen Mensdorff-Pouilly einen Strafantrag wegen des Verdachts auf Geldwäsche, falscher Zeugenaussage und Fälschung eines Beweismittels ein. Am 17. Jänner 2013 wurde er vom Vorwurf der Geldwäsche und der Falschaussage freigesprochen. Wegen Beweismittelfälschung wurde er zu zwei Monaten bedingter Haft verurteilt. Die Staatsanwaltschaft legte Berufung gegen den Freispruch ein, der jedoch vom Oberlandesgericht Wien am 9. Jänner 2014 bestätigt wurde, womit das Urteil rechtskräftig ist.

### Drägerwerk
Laut Medienberichten zahlte der deutsche Medizintechnikkonzern Drägerwerk in den Jahren 2006 bis 2009 3,146 Mio. Euro an Mensdorff-Pouillys MPA Budapest. Im Jahr 2006 zahlt Drägerwerk über 275.000 Euro an Mensdorff-Pouillys Wiener MPA Handelsgesellschaft. Im selben Jahr wurde vom österreichischen Gesundheitsministerium, das zu dieser Zeit seiner Frau, Maria Rauch-Kallat (ÖVP), unterstand, beim Handel der Verkauf von Grippemasken der Firmen 3M und Dräger initiiert. Später musste das Ministerium die nicht abgesetzten Masken zum doppelten Preis eines Konkurrenzproduktes zurückkaufen.

## Schloss Luising
Alfons Mensdorff-Pouilly ließ sich um 1990 am Nordrand von Luising einen neohistoristischen Schlossbau errichten, der in der Öffentlichkeit vor allem durch seine dort abgehaltenen Gesellschaftsjagden Bekanntheit erlangte. Medienberichten zufolge waren häufig Unternehmer, Manager und Politiker Gast auf Mensdorffs Anwesen, darunter der damalige Innenminister Ernst Strasser und der damalige Vizekanzler Hubert Gorbach. In der öffentlichen Wahrnehmung gilt das Schloss als Ort an dem Alfons Mensdorff-Pouilly neue politische und wirtschaftliche Kontakte knüpft und bestehende pflegt, sowie an dem er Millionengeschäfte anbahnt und gegebenenfalls auch abschließt.

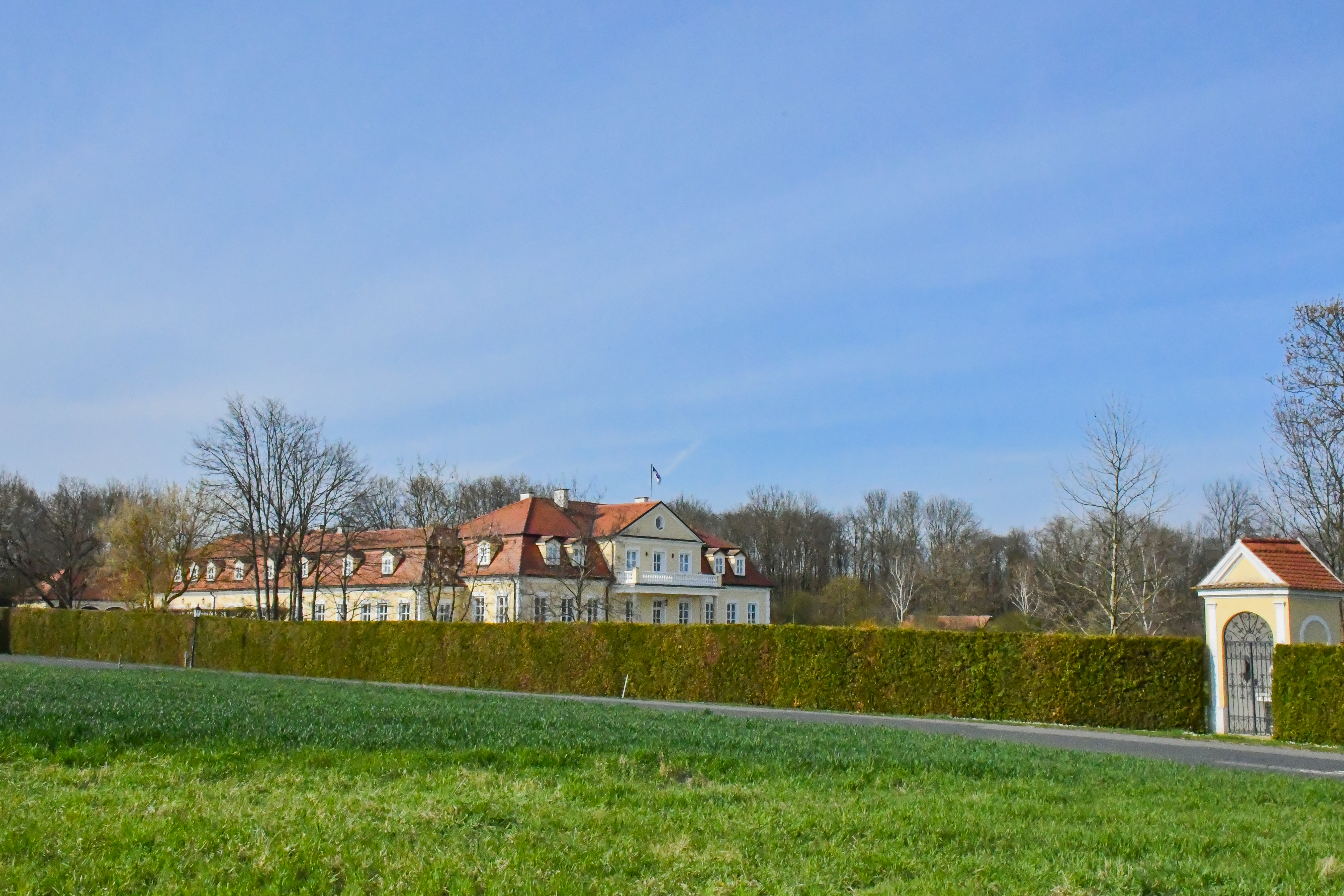
Schloss Luising von Süden aus gesehen

Das Schloss besteht aus einem eingeschoßigen Vierkanter auf rechteckigem Grundriss mit Mansarddach. Die faschengegliederte Fassade verfügt im Nordwesten und Südosten über je über einen Mittelrisaliten mit Dreiecksgiebel. Im nordwestlichen Risaliten ist ein rundbogiges Tor als Zufahrt zum Innenhof vorhanden. Der südöstliche Risalit ist Teil der Gartenfront und verfügt über eine große Freitreppe, über der sich im Dachgeschoß eine von gemauerten Säulen getragene Terrasse befindet.
Zur Anlage gehören auch die direkt nördlich angrenzenden Zollwachgebäude, in denen Alfons Mensdorff-Pouilly mit seinen Eltern und Geschwistern aufwuchs (siehe Herkunft und Familie).